# Улісес де ла Крус
Улісес Ернан де ла Крус Бернардо (ісп. Ulises Hernán de la Cruz Bernardo; нар. 8 лютого 1974, Карчі, Еквадор) — еквадорський футболіст, що грав на позиції захисника.
Виступав за національну збірну Еквадору. Дворазовий переможець Рекопи Південної Америки.

## Клубна кар'єра
У дорослому футболі дебютував 1991 року виступами за команду клубу «Депортіво Кіто», в якій провів три сезони, взявши участь у 86 матчах чемпіонату.
Згодом з 1995 по 2002 рік грав у складі команд клубів «Барселона» (Гуаякіль), «Крузейру», «Аукас», «ЛДУ Кіто», «ЛДУ Кіто», «Крузейру», «ЛДУ Кіто», «Барселона» (Гуаякіль) та «Гіберніан».
Своєю грою за останню команду привернув увагу представників тренерського штабу клубу «Астон Вілла», до складу якого приєднався 2002 року. Відіграв за команду з Бірмінгема наступні чотири сезони своєї ігрової кар'єри. Більшість часу, проведеного у складі «Астон Вілли», був основним гравцем захисту команди.
Протягом 2006—2009 років захищав кольори клубів «Редінг» та «Бірмінгем Сіті».
Завершив професійну ігрову кар'єру у клубі «ЛДУ Кіто», у складі якого вже виступав раніше. Прийшов до команди 2009 року, захищав її кольори до припинення виступів на професійному рівні у 2012. За цей час двічі виборював титул переможця Рекопи Південної Америки.

## Виступи за збірну
1995 року дебютував в офіційних матчах у складі національної збірної Еквадору. Протягом кар'єри у національній команді, яка тривала 16 років, провів у формі головної команди країни 102 матчі, забивши 6 голів.
У складі збірної був учасником розіграшу Кубка Америки 1997 року у Болівії, розіграшу Кубка Америки 1999 року у Парагваї, розіграшу Кубка Америки 2001 року у Колумбії, чемпіонату світу 2002 року в Японії і Південній Кореї, розіграшу Кубка Америки 2004 року у Перу, чемпіонату світу 2006 року у Німеччині, розіграшу Кубка Америки 2007 року у Венесуелі.

## Досягнення
- Чемпіон Еквадору (3):

«ЛДУ Кіто»: 1998, 1999, 2010
- Переможець Рекопи Південної Америки (2):

«ЛДУ Кіто»: 2009, 2010
- Переможець Південноамериканського кубка (1):

«ЛДУ Кіто»: 2009